# Хвостоколи товстохвості
Уролофіди (Urolophidae) — родина скатів ряду Орлякоподібні (Myliobatiformes). Існує 28 видів.

## Опис
За розміром вони в середньому менші представників інших родин скатів і їх величина коливається від 11 до 80 см. Диск має майже круглу форму. Відрізняються добре розвиненим хвостовим плавцем з розвиненими хрящовими променями. На хвості присутні 1 чи 2 зубчасті шипи. 

## Спосіб життя
Майже завжди тримаються на піщаному або мулистому ґрунті, в який можуть зариватися. За допомогою грудних плавців ці скати розкопують м'який мул, витягуючи з нього свою здобич — хробаків, крабів, дрібних рибок. Як і інші скати, відрізняються живородінням.

## Розповсюдження
Зустрічаються в теплих регіонах  Атлантичного океану, а також на рубежі  Індійського і  Тихого океану.

## Роди
Родина включає такі роди
- Spinilophus  Yearsley & Last 2016
- Trygonoptera  Müller & Henle, 1841
- Urolophus  Müller & Henle, 1837